# No man's land
Pour les articles homonymes, voir No man's land (homonymie).
 (décembre 2010).
Si vous disposez d'ouvrages ou d'articles de référence ou si vous connaissez des sites web de qualité traitant du thème abordé ici, merci de compléter l'article en donnant les références utiles à sa vérifiabilité et en les liant à la section « Notes et références ».
Un no man’s land (expression anglaise signifiant « terre sans homme ») est une expression utilisée à la guerre, par exemple entre deux frontières ou deux lignes de front.

## Histoire

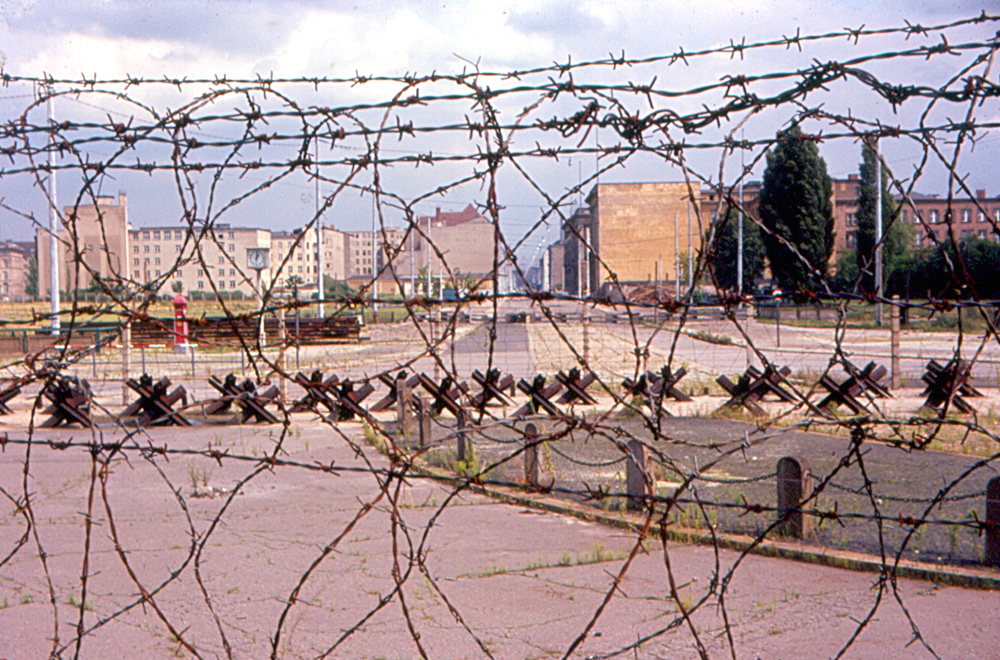
Un no man's land à Potsdamer Platz, juste à l'est du Mur de Berlin, en 1963. La zone, appartenant à Berlin-Est, était interdite à ses ressortissants, pour les empêcher de passer à l'ouest.

Pendant la Première Guerre mondiale, le no man’s land était la zone située après les barbelés entre les deux tranchées opposées. Un no man’s land a ainsi été établi sur le front de l'Ouest pendant les guerres de tranchées.
Le no man’s land indique que toute présence humaine dans cet espace est considérée comme une agression : tout intrus sera abattu par l'une ou l'autre des factions. Par extension, elle désigne depuis toute zone de conflit armé où les factions occupent des positions opposées et figées ; l’expression consacrée et préférée dans ce dernier cas étant zone démilitarisée.
Un no man’s land existait et constituait une partie des mesures de sécurité du rideau de fer entre l’Occident et le bloc de l'Est : une zone interdite de 5 km à l'arrière de celui-ci, lors de la Guerre froide, avant la chute du mur de Berlin.
Les infrastructures formant le mur de Berlin comportaient un no man's land qui s'étendait sur le territoire de la RDA, le long du premier mur construit en 1961 sur les limites avec Berlin-Ouest. L'accès à cette zone côté est-allemand était bloqué grâce à la construction d'un deuxième mur. Le no man's land était surveillé par des gardes-frontières du régime communiste qui avaient pour ordre d'abattre toute personne se trouvant dans la zone entre ces deux murs.
Un des derniers no man’s land restant est la zone coréenne démilitarisée de 4 km de large qui sépare les deux Corées. Il existe un autre no man's land à Nicosie, capitale de Chypre qui sépare la république turque de Chypre (uniquement reconnue par la Turquie) au Nord et la république de Chypre côté sud.